# Miyoshi Kiyotaka
Kiyotaka Miyoshi (sinh ngày 10 tháng 7 năm 1985) là một cầu thủ bóng đá người Nhật Bản.

## Sự nghiệp câu lạc bộ
Kiyotaka Miyoshi đã từng chơi cho Shimizu S-Pulse.